# ФК Бока јуниорс
Спортски клуб Бока јуниорс (шп. Club Atlético Boca Juniors) је популарни аргентински фудбалски клуб из Буенос Ајреса. Домаће утакмице игра на стадиону Алберто Х. Армандо, популарној „Ла Бомбоњери“, који има капацитет од 50.000 места. Тренутно се такмичи у Првој лиги Аргентине.
Клуб је освојио 18 међународних титула, колико и италијански Милан одн. 14 мање од рекордера шпанског Реал Мадрида. Испред њих је и каталонски гигант Барселона која има 20 међународних трофеја рачунајући три тријумфа у купу сајамских градова, такмичењу које није било организовано од стране УЕФА-е па га та федерација ни не признаје као претечу данашње лиге Европе. Њихов највећи ривал је Ривер Плејт а дерби се назива Суперкласико. Рангиран је као дванаести у листи ФИФА најбољих клубова 20. века.

## Успеси

### Националне титуле
- Аматерско првенство Аргентине
  - Првак (6) : 1919, 1920, 1923, 1924, 1926, 1930.
- Професионално првенство Аргентине
  - Првак (29) : 1931, 1934, 1935, 1940, 1943, 1944, 1954, 1962, 1964, 1965, 1969 (Н), 1970 (Н), 1976 (М), 1976 (Н), 1981 (М), 1992 (А), 1998 (А), 1999 (К), 2000 (А), 2003 (А), 2005 (А), 2006 (К), 2008 (А), 2011 (А), 2015, 2016/17, 2017/18, 2019/20, 2022.

(М) - Метрополитано, (Н) - Насионал, (А) - Апертура, (К) - Клаусура
- Куп Аргентине
  - Освајач (4) : 1969, 2012, 2015, 2019/20.
- Лига куп Аргентине
  - Освајач (2) : 2020, 2022.
- Суперкуп Аргентине
  - Освајач (2) : 2018, 2022.
- Куп де Компетенција (Џокеј клуб)
  - Освајач (2) : 1919, 1925.
- Куп Карлос Ибаргурен
  - Освајач (5) : 1919, 1923, 1924, 1940, 1944.
  - Финалиста (1) : 1920.
- Куп Естимуло
  - Освајач (1) : 1926.
- Куп де Компетенција Британика
  - Освајач (1) : 1946.
  - Финалиста (2) : 1944, 1945.

#### Незванични трофеји
- Куп Реформиста (Лига Централ)
  - Освајач (1) : 1906.
- Куп Барона (Лига Албион)
  - Освајач (1) : 1908.
- Шампионат части
  - Освајач (1) : 1925.
- Куп Сан Мартин де Турс
  - Освајач (5) : 1964, 1969, 1974, 1976, 1991.
- Турнир Клаусура
  - Освајач (1) : 1991.

#### Међународни успеси
- Куп Либертадорес
  - Победник (6) : 1977, 1978, 2000, 2001, 2003, 2007.
  - Финалиста (6) : 1963, 1979, 2004, 2012, 2018, 2023.
- Куп Судамерикана
  - Победник (2) : 2004, 2005.
- Рекопа Судамерикана
  - Победник (4) : 1990, 2005, 2006, 2008.
  - Финалиста (1) : 2004.
- Интерконтинентални куп / Светско клупско првенство
  - Победник (3) : 1977, 2000, 2003.
  - Финалиста (2) : 2001, 2007.
- Суперкуп Либертадорес
  - Победник (1) : 1989.
  - Финалиста (1) : 1994.
- Мастерс суперкуп
  - Победник (1) : 1992.
- Куп де Оро (Златни куп)
  - Победник (1) : 1993.
- Куп Рикардо Алдао
  - Финалиста (3) : 1919, 1920, 1940.

#### Званични трофеји у незваничним такмичењима
- Тај куп
  - Победник (1) : 1919.
- Куп у част Кусенијера
  - Победник (1) : 1920.
- Куп Ескобар–Герона
  - Победник (2) : 1945, 1946.
- Трофеј Мохамеда V
  - Победник (1) : 1964.
  - Финалиста (1) : 1966.

## Састав
21. мај 2024.
| Бр. |           | Позиција | Играч. м              |
| --- | --------- | -------- | --------------------- |
| 1   | Аргентина | Г        | Серхио Ромеро         |
| 2   | Аргентина | О        | Кристијан Лема        |
| 3   | Уругвај   | О        | Матео Сарачи          |
| 4   | Аргентина | О        | Николас Фигал         |
| 5   | Аргентина | С        | Езекијел Буљауде      |
| 6   | Аргентина | О        | Маркос Рохо (капитен) |
| 7   | Аргентина | Н        | Есекијел Зебаљос      |
| 8   | Аргентина | С        | Гиљермо Фернандез     |
| 9   | Аргентина | Н        | Дарио Бенедето        |
| 10  | Уругвај   | Н        | Единсон Кавани        |
| 11  | Аргентина | С        | Лукас Јансон          |
| 12  | Аргентина | Г        | Леандро Бреј          |
| 13  | Аргентина | Г        | Хавијер Гарсија       |
| 14  | Аргентина | Н        | Лука Лангони          |
| 15  | Аргентина | О        | Николас Валентини     |
| 16  | Уругвај   | Н        | Мигел Мерентијел      |
| 17  | Перу      | О        | Луис Адвинкула        |
| 18  | Колумбија | О        | Франк Фабра           |
| 20  | Аргентина | С        | Хуан Рамирез          |
| 21  | Аргентина | С        | Езекијел Фернандез    |
| 22  | Аргентина | С        | Кевин Зенон           |
| 23  | Аргентина | О        | Лаутаро Бланко        |

| Бр. |           | Позиција | Играч                   |
| --- | --------- | -------- | ----------------------- |
| 29  | Јерменија | Н        | Норберто Бријаско       |
| 30  | Аргентина | С        | Роман Родригез          |
| 34  | Аргентина | О        | Матео Мендија           |
| 35  | Аргентина | Н        | Валентино Симони        |
| 36  | Аргентина | С        | Кристијан Медина        |
| 37  | Аргентина | Г        | Себастијан Дијаз Роблес |
| 38  | Аргентина | О        | Арон Анселмино          |
| 39  | Аргентина | С        | Висенте Таборда         |
| 40  | Аргентина | О        | Лаутаро ди Лоло         |
| 41  | Аргентина | Н        | ИКер Зуфијауре          |
| 42  | Аргентина | О        | Лукас Блондел           |
| 43  | Аргентина | С        | Милтон Делгадо          |
| 44  | Уругвај   | Н        | Игнасио Родригез        |
| 45  | Аргентина | С        | Маурисио Бенитез        |
| 46  | Аргентина | С        | Хуан Круз Пајал         |
| 47  | Аргентина | С        | Хабес Саралеги          |
| 48  | Аргентина | О        | Дилан Горосито          |
| 49  | Колумбија | С        | Хорман Кампузано        |
| 50  | Аргентина | С        | Хулијан Себаљос         |
| 51  | Аргентина | С        | Сантијаго Далмасо       |
| 52  | Аргентина | О        | Валтер Молас            |